# Danh sách điện thoại di động bán chạy nhất

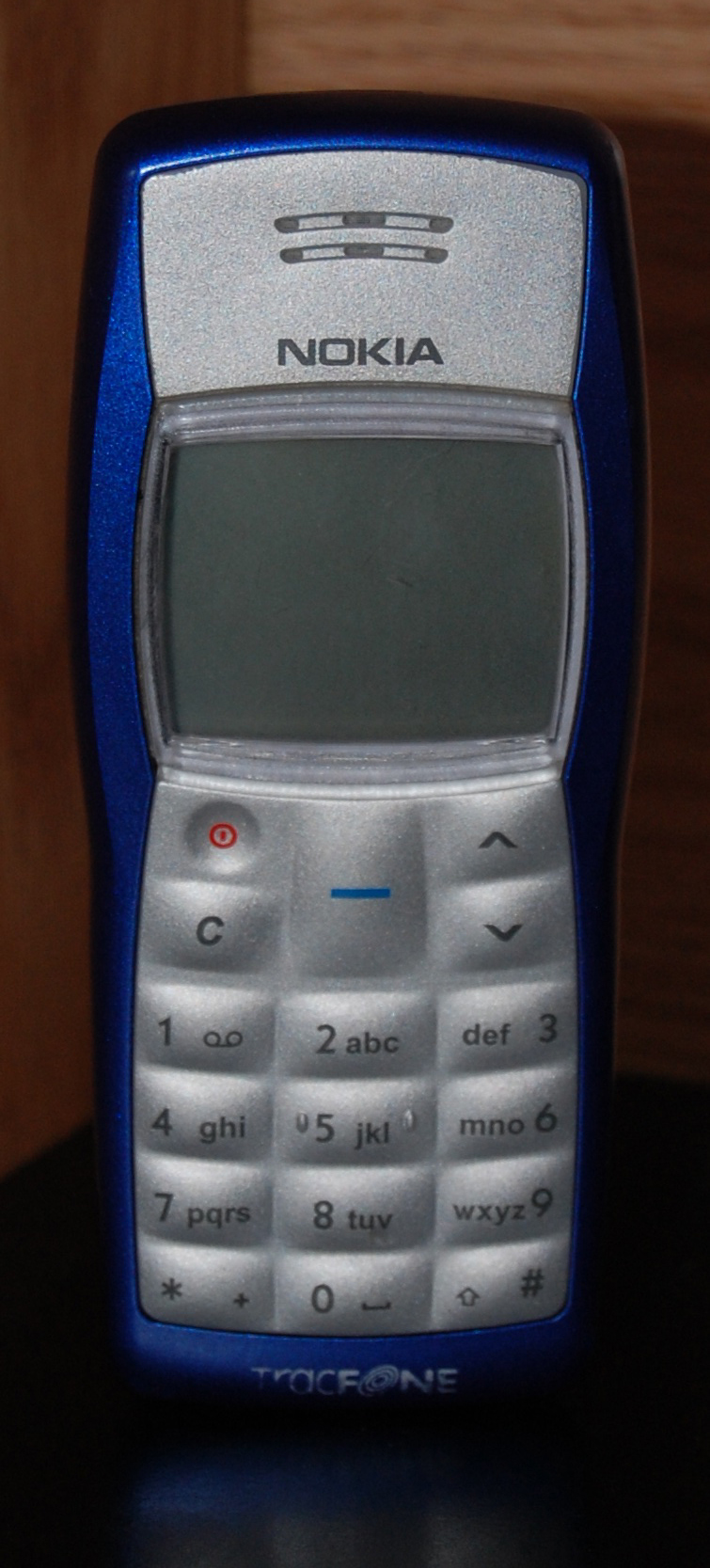
Nokia 1100 là chiếc điện thoại bán chạy nhất trên thế giới

Đây là danh sách điện thoại di động bán chạy nhất.

## Điện thoại di động bán chạy nhất
| Nhà sản xuất  | Mẫu                   | Dạng     | Năm phát hành | Đơn vị bán ra (triệu) | Kích thước tương đối |
| ------------- | --------------------- | -------- | ------------- | --------------------- | -------------------- |
| Nokia         | 1100                  | Thanh    | 2003          | 250                   | 250                  |
| Nokia         | 1110                  | Thanh    | 2005          | 250                   | 250                  |
| Nokia         | 1200                  |          | 2007          | 150                   | 150                  |
| Nokia         | 5230 (5233)           |          | 2009          | 150                   | 150                  |
| Nokia         | 3210                  |          | 1999          | 160                   | 160                  |
| Nokia         | 6600                  |          | 2003          | 150                   | 150                  |
| Nokia         | 2600 (2610/2626/2630) |          | 2004          | 135                   | 135                  |
| Motorola      | Razr V3               |          | 2004          | 130                   | 130                  |
| Nokia         | 1600 (1650/1661)      |          | 2006          | 130                   | 130                  |
| Motorola      | C200                  | Thanh    | 2003–2006     | 60                    | 60                   |
| Motorola      | V220                  |          | 2003          | 15                    | 15                   |
| Motorola      | V195                  |          | 2006          | 15                    | 15                   |
| Motorola      | PEBL U6               |          | 2005          | 15                    | 15                   |
| Motorola      | SLVR L6               |          | 2005          | 15                    | 15                   |
| Motorola      | SLVR L7               |          | 2005          | 15                    | 15                   |
| Motorola      | KRZR K1               |          | 2006          | 15                    | 15                   |
| Nokia         | 3310 (3330)           |          | 2000          | 126                   | 126                  |
| Nokia         | 1208 (1209)           |          | 2007          | 100                   | 100                  |
| Nokia         | 6010 (6020/6030)      |          | 2004          | 75                    | 75                   |
| Nokia         | 5130 (5220/5310)      |          | 2007          | 65                    | 65                   |
| Nokia         | 3100 (3120)           |          | 2003          | 50                    | 50                   |
| Nokia         | 6230 (6233/6234)      |          | 2004          | 50                    | 50                   |
| Motorola      | StarTAC               |          | 1996          | 60                    | 60                   |
| Alcatel       | One Touch Mini OT-708 |          | 2009          | 5                     | 5                    |
| BenQ-Siemens  | S68/S88               |          | 2006          | 15                    | 15                   |
| HTC           | Thunderbolt           |          | 2011–2012     | 16                    | 16                   |
| LG            | Chocolate             |          | 2009          | 15                    | 15                   |
| LG            | Optimus One           |          | 2010          | 10                    | 10                   |
| Apple         | iPhone 5              |          | 2011–2012     | 16.7                  | 16                   |
| Samsung       | S5230                 |          | 2009–2011     | 30                    | 30                   |
| Samsung       | E250                  |          | 2006          | 30                    | 30                   |
| Samsung       | Galaxy S              |          | 2010–2012     | 25                    | 25                   |
| Samsung       | Galaxy S II           |          | 2011–2013     | 40                    | 40                   |
| Samsung       | Galaxy S III          |          | 2012–2014     | 60                    | 60                   |
| Samsung       | Galaxy S4             |          | 2013–2015     | 40                    | 40                   |
| Samsung       | Galaxy Note II        |          | 2012-2013     | 38                    | 38                   |
| RIM           | BlackBerry Pearl      |          | 2006          | 15                    | 15                   |
| Samsung       | S8300 Tocco Ultra     |          | 2009          | 12                    | 12                   |
| Siemens       | M30 (M35i)            |          | 2000          | 15                    | 15                   |
| Siemens       | A50                   |          | 2002          | 15                    | 15                   |
| Sony Ericsson | K300                  |          | 2004          | 15                    | 15                   |
| Sony Ericsson | J300                  |          | 2005          | 15                    | 15                   |
| Sony Ericsson | K750                  |          | 2005          | 15                    | 15                   |
| Sony Ericsson | K310                  |          | 2006          | 15                    | 15                   |
| Sony Ericsson | W810                  |          | 2006          | 15                    | 15                   |
| Apple         | iPhone 3GS            |          | 2009          | 35                    | 35                   |
| Nokia         | 6270 (6280)           | Trượt    | 2005          | 30                    | 30                   |
| Nokia         | 5200 (5300)           | Trượt    | 2006          | 30                    | 30                   |
| Nokia         | E71                   | Bàn phím | 2008          | 15                    | 15                   |
| Nokia         | 6120                  |          | 1998          | 15                    | 15                   |
| Nokia         | 3510                  |          | 2002          | 15                    | 15                   |
| Nokia         | 6100                  |          | 2002          | 15                    | 15                   |
| Nokia         | 6610                  |          | 2002          | 15                    | 15                   |
| Nokia         | 1680                  |          | 2008          | 30                    | 30                   |

## Điện thoại di động bán chạy nhất năm
Ghi chú: Số năm đại diện cho năm ra mắt của điện thoại trên thị trường, không phải số lượng bán ra trong năm đặc biệt đó. Số lượng bán ra đại diện cho số lượng đơn vị đã được bán ra trong suốt vòng đời của nó. Điện thoại di động đầu tiên được sản xuất bởi Motorola.

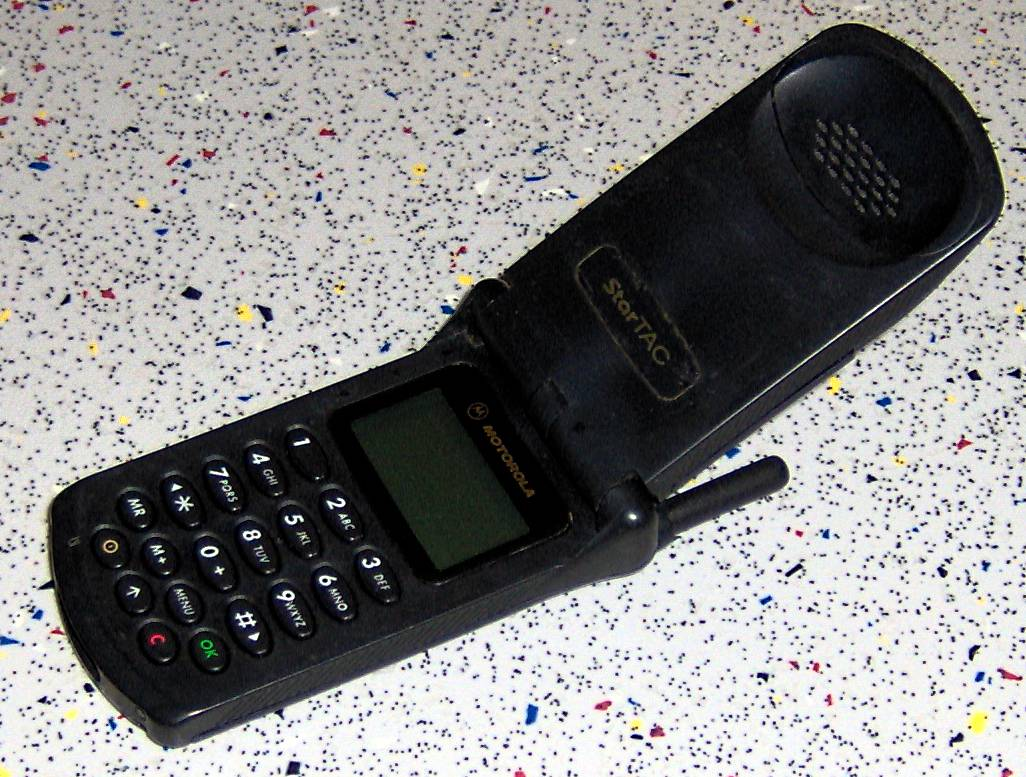
Motorola StarTAC từ 1996 điện thoại đầu tiên được phổ biến rộng rãi

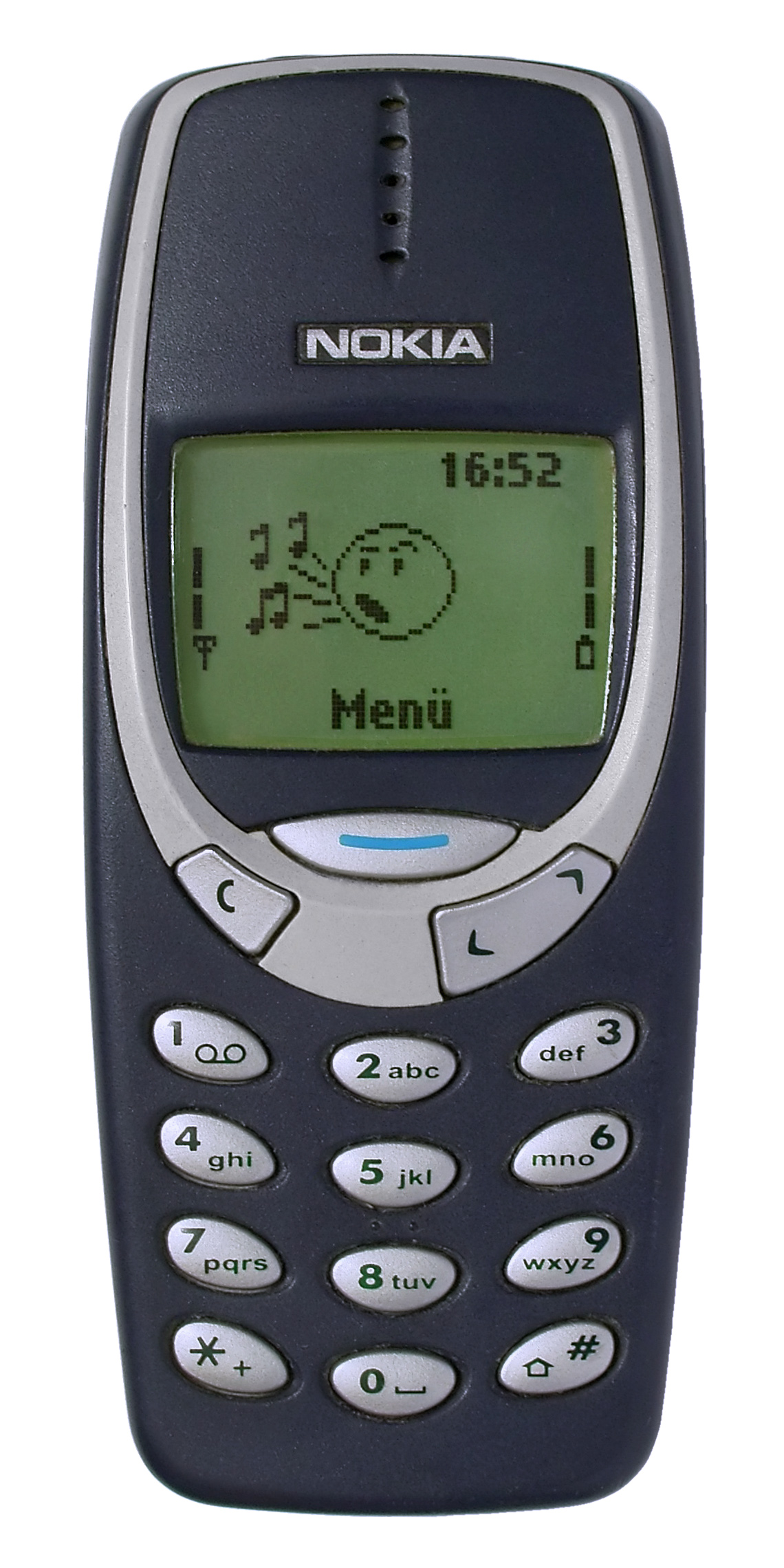
Nokia 3310 từ 2000 bán ra 126 triệu đơn vị

### 1992
- Motorola Personal Phone, 7 triệu đơn vị
- Nokia 1011, 5 triệu đơn vị.

### 1996
- Motorola StarTAC, 60 triệu đơn vị
- Nokia 1610, ? bán ra

### 1997
- Motorola d160, ? bán ra

### 1998
- Nokia 6120, 21 triệu đơn vị
- Motorola Montreal, ? bán ra

### 1999
- Nokia 3210, 150 triệu đơn vị

### 2000
- Nokia 3310, 450 triệu đơn vị
- Nokia 8890, 15 triệu đơn vị
- Siemens M30/M35i, 15 triệu đơn vị

### 2002

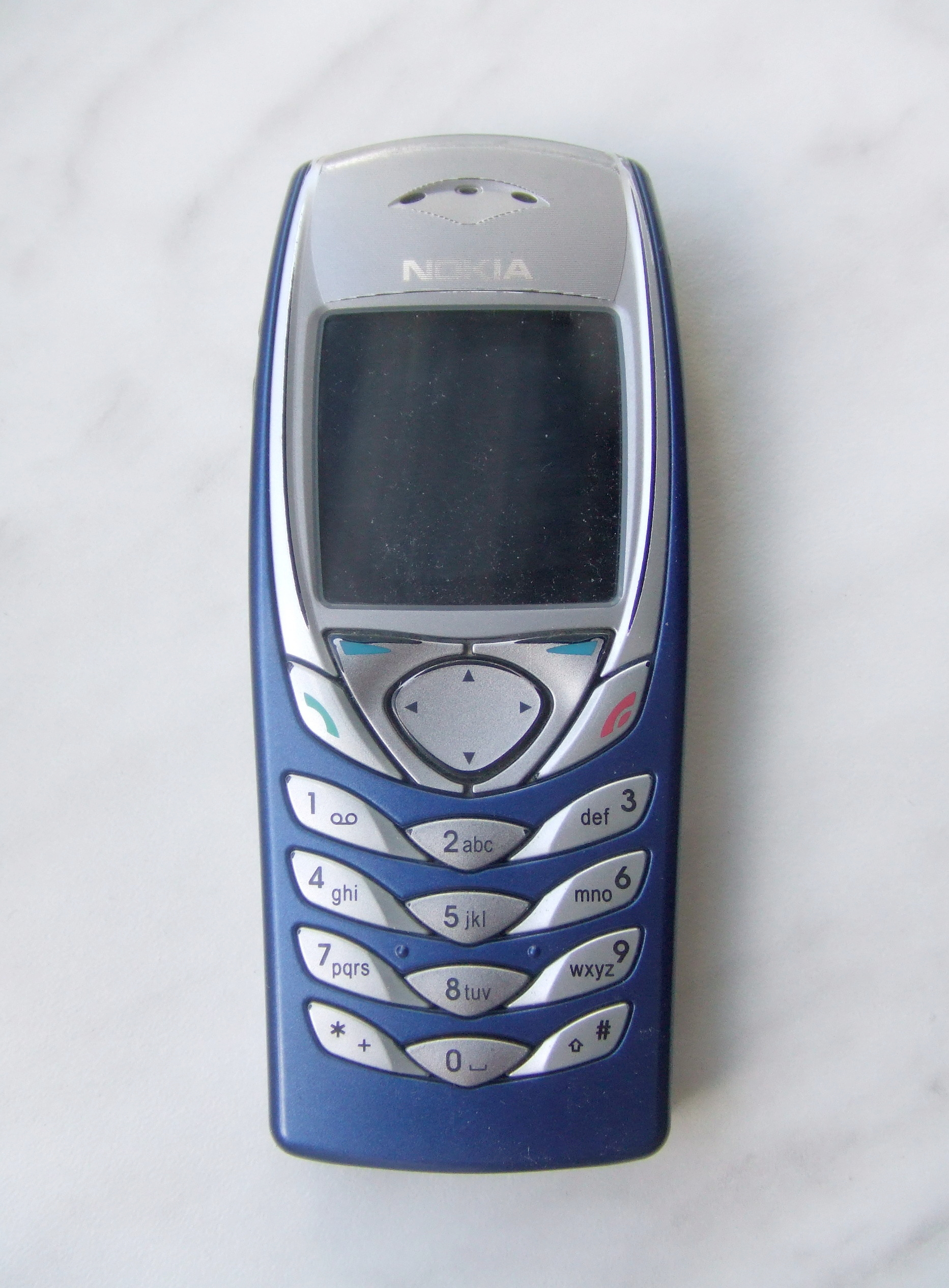
Nokia 6100 từ 2002 là điện thoại màn hình màu đầu tiên bán trên triệu đơn vị

- Nokia 6100, 15 triệu đơn vị
- Nokia 6610, 15 triệu đơn vị
- Nokia 3510, 15 triệu đơn vị
- Siemens A50, 15 triệu đơn vị
- Samsung SGH-T100, 12 triệu đơn vị

### 2003

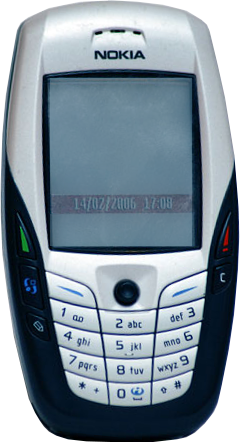
Nokia 6600 từ 2003 là điện thoại có máy ảnh đầu tiên bán trên triệu đơn vị

- Nokia 1100, 250 triệu đơn vị[1]
- Nokia 3100/3120, 50 triệu đơn vị
- Nokia 3200/3220, 30 triệu đơn vị
- Nokia 2100, 20 triệu đơn vị
- Samsung SGH-E700, 15 triệu đơn vị
- Nokia N-Gage, 3 triệu đơn vị
- Nokia 6600, 2 triệu đơn vị

### 2004
- Nokia 2600/2610/2626/2630, 135 triệu đơn vị
- Motorola RAZR V3, 130 triệu đơn vị
- Nokia 6010/6020/6030, 75 triệu đơn vị
- Nokia 6230/6233, 50 triệu đơn vị
- Nokia 3220, 35 triệu đơn vị
- Nokia 2650, 35 triệu đơn vị
- Nokia 2300, 15 triệu đơn vị
- Nokia 3120, 15 triệu đơn vị
- Nokia 6170, 15 triệu đơn vị
- Nokia 5140, 15 triệu đơn vị
- Nokia 7260, 15 triệu đơn vị
- Sony Ericsson K300, 15 triệu đơn vị
- Samsung SGH-D500, 12 triệu đơn vị

### 2005
- Nokia 1110, 150 triệu đơn vị[2]

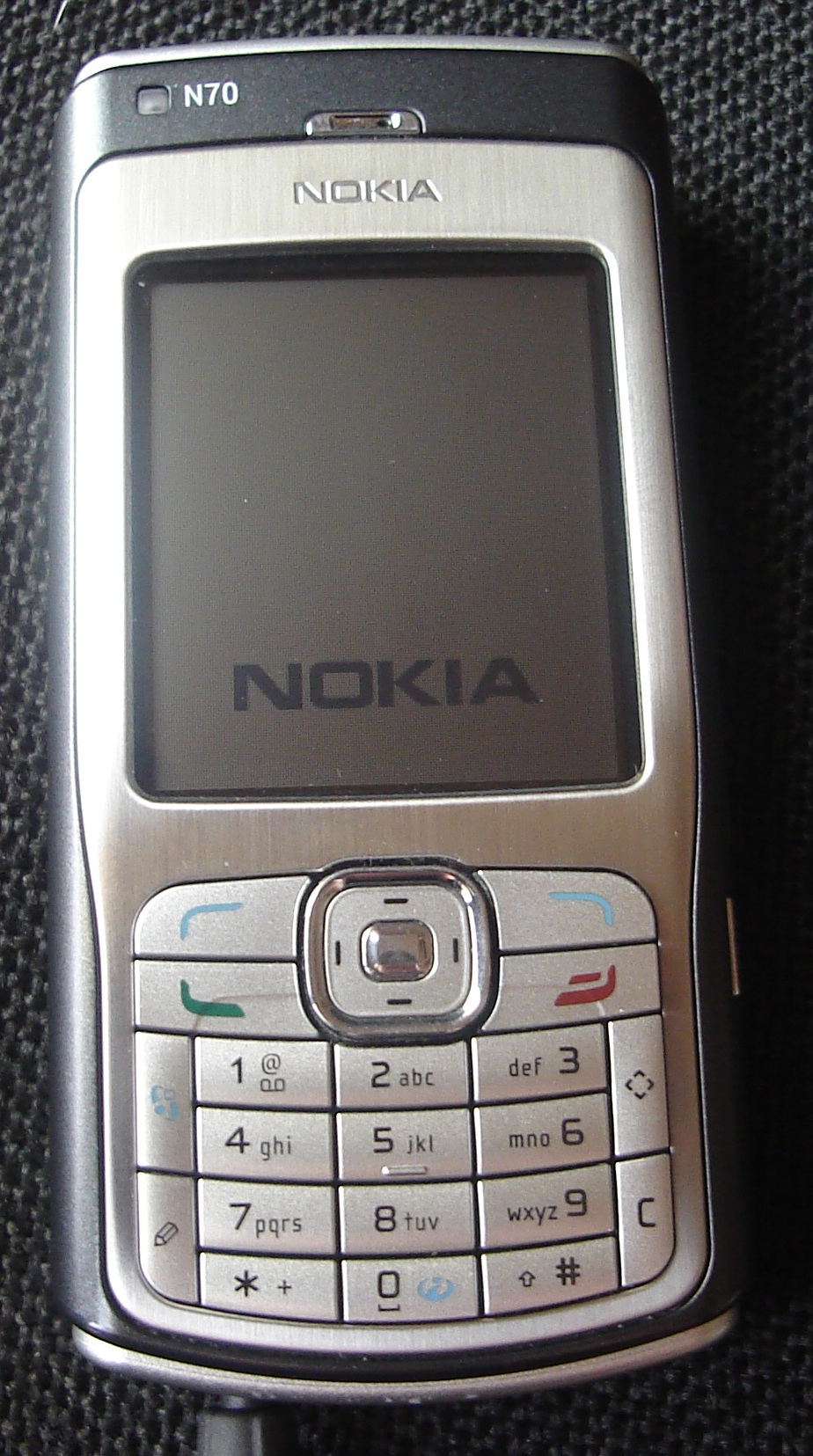
Nokia N70 là điện thoại thông minh đầu tiên bán được hơn một triệu

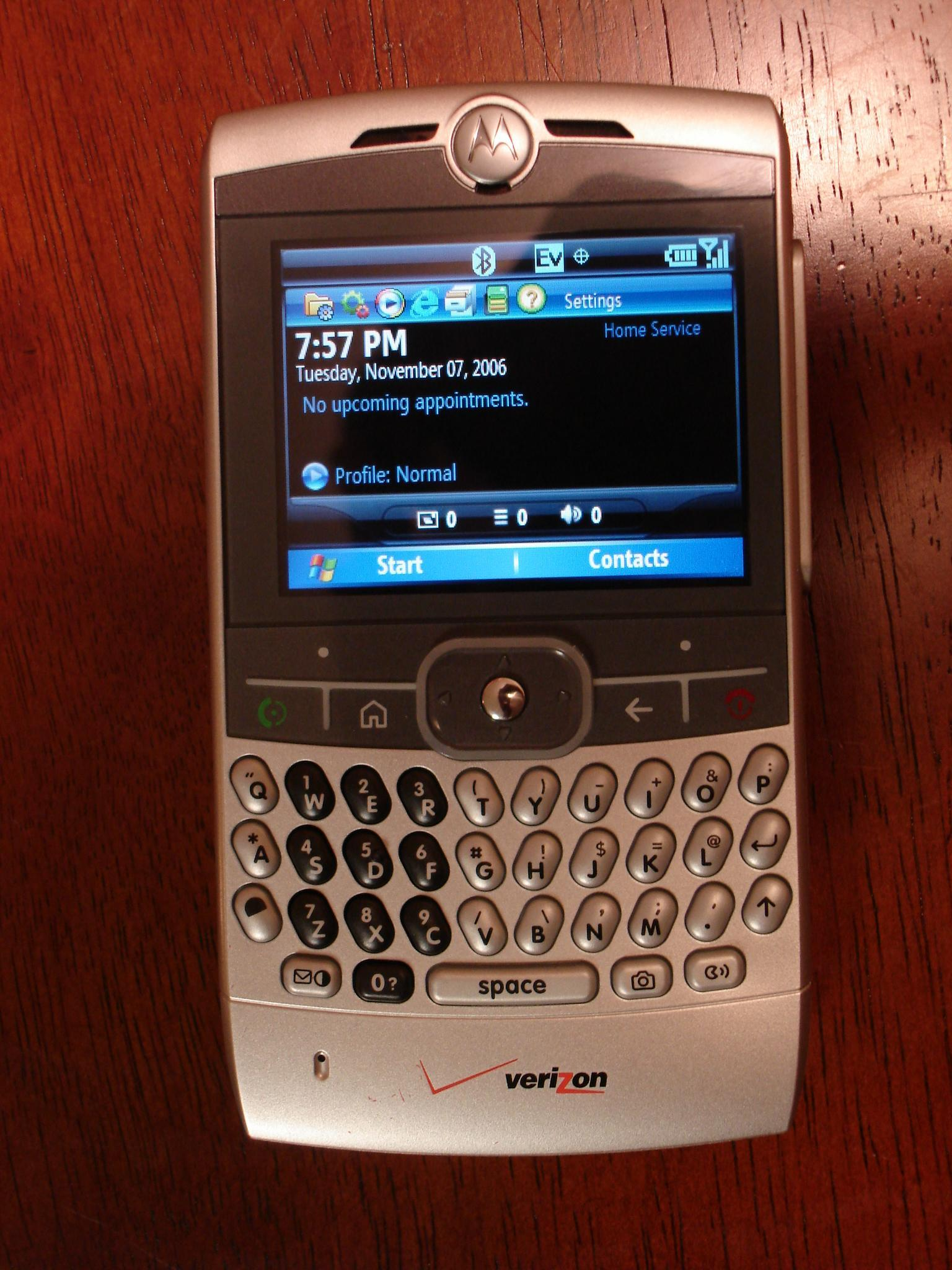
Motorola Q điện thoại QWERTY đầu tiên bán được hơn một triệu

- Motorola/C139/C200, 60 triệu đơn vị
- Nokia N70/N72/N73, 45 triệu đơn vị
- Nokia 6101, 35 triệu đơn vị
- Nokia 6060, 35 triệu đơn vị
- Nokia 6270/6280, 30 triệu đơn vị
- Motorola V220, 15 triệu đơn vị
- Motorola V195, 15 triệu đơn vị
- Sony Ericsson J300, 15 triệu đơn vị
- Sony Ericsson K750, 15 triệu đơn vị
- Nokia 6680, 15 triệu đơn vị
- Nokia 8800, 15 triệu đơn vị
- Nokia 6111, 15 triệu đơn vị
- Nokia 2680, 15 triệu đơn vị
- Motorola Q, 1 triệu đơn vị
- Nokia 6670, 19 triệu đơn vị

### 2006
- Nokia 1600/1650/1661, 130 triệu đơn vị
- Nokia 6070/6080, 50 triệu đơn vị
- Nokia 7360/7370/7380, 45 triệu đơn vị
- Nokia 6300, 35 triệu đơn vị
- Nokia 2310, 35 triệu đơn vị
- Nokia 5200/5300, 30 triệu đơn vị
- BlackBerry Pearl 8100, 15 triệu đơn vị
- BenQ-Siemens S68, 15 triệu đơn vị
- Sony Ericsson K310, 15 triệu đơn vị
- Sony Ericsson W810, 15 triệu đơn vị
- Sony Ericsson W300, 15 triệu đơn vị
- Motorola PEBL U6, 15 triệu đơn vị
- Motorola KRZR K1, 15 triệu đơn vị
- Motorola SLVR L6, 15 triệu đơn vị
- Motorola SLVR L7, 15 triệu đơn vị
- Nokia 6085, 15 triệu đơn vị
- Nokia 6125, 15 triệu đơn vị
- Nokia 6131, 15 triệu đơn vị
- Samsung SGH-D900, 3 triệu đơn vị
- Nokia 3250, 1 triệu đơn vị

### 2007
- Nokia 2600 classic, 15 triệu đơn vị
- Nokia 2760, 15 triệu đơn vị
- Nokia 5610, 15 triệu đơn vị
- Nokia 3110 classic, 15 triệu đơn vị
- Nokia 6500 Slide, 15 triệu đơn vị
- Nokia 3500, 15 triệu đơn vị
- Nokia 6500 classic, 15 triệu đơn vị
- Samsung SGH-E250, 12 triệu đơn vị
- LG Shine, 8 triệu đơn vị
- Apple iPhone, 7 triệu đơn vị
- LG Viewty (KU990), 2 triệu đơn vị
- HTC Touch, 2 triệu đơn vị
- Palm Centro, 2 triệu đơn vị

### 2008
- Apple iPhone 3G, 35 triệu đơn vị
- Nokia 2330 classic, 15 triệu đơn vị
- Nokia 7210 Supernova, 15 triệu đơn vị
- Nokia 5800 XpressMusic, 15 triệu đơn vị
- Nokia 5000, 15 triệu đơn vị
- Nokia E71, 15 triệu đơn vị
- Samsung Tocco (SGH-F480), 12 triệu đơn vị
- Samsung SGH-J700, 12 triệu đơn vị
- Samsung Tocco TouchWiz (SGH-F480), 5 triệu đơn vị
- Samsung Soul (SGH-U900), 1 triệu đơn vị

### 2009
- Apple iPhone 3GS, 65 triệu đơn vị
- LG Chocolate[cần định hướng], 15 triệu đơn vị

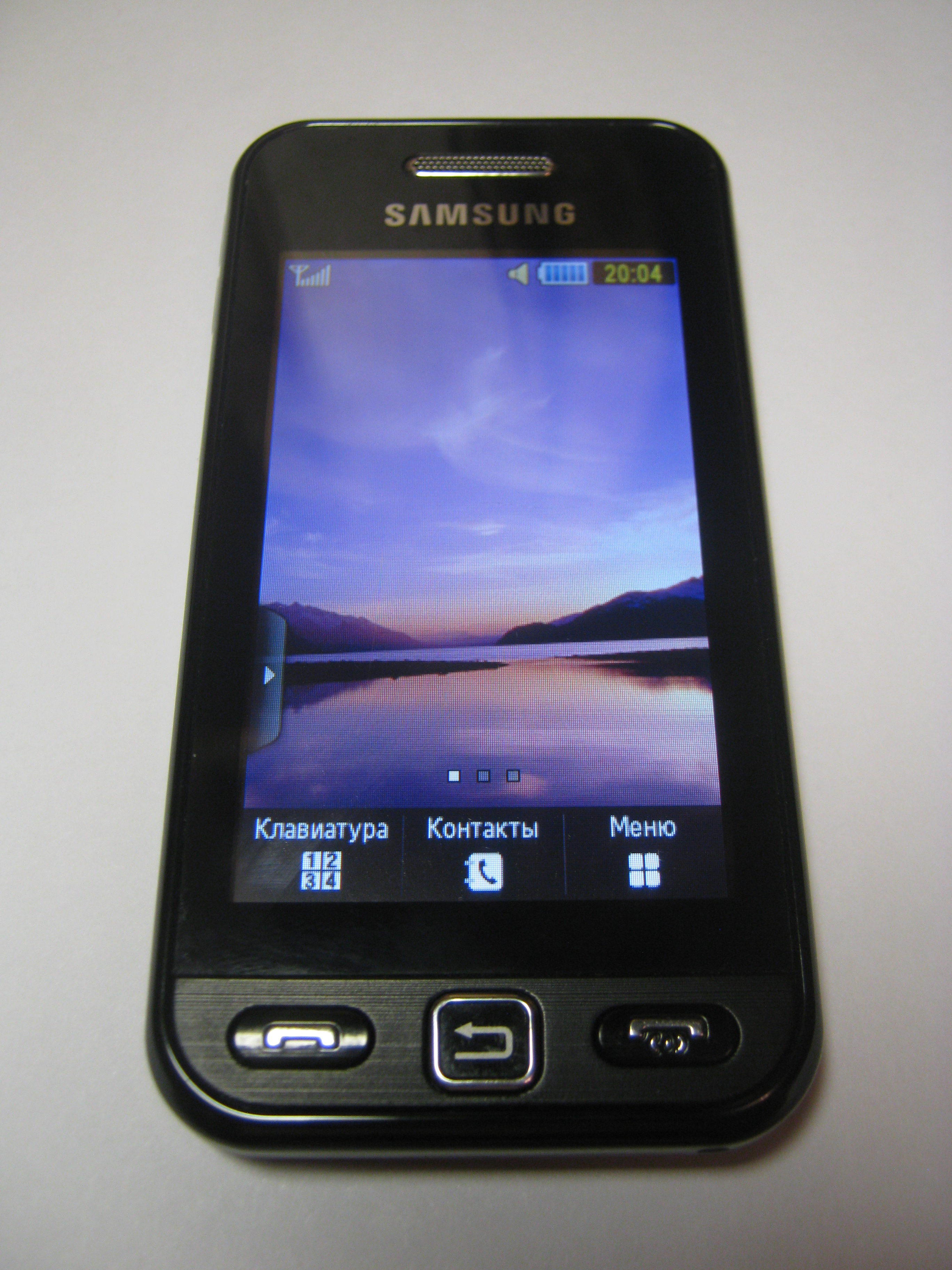
Samsung Star/Tocco Lite (S5230) bán ra 10 triệu đơn vị

- Samsung Tocco Ultra (S8300), 12 triệu đơn vị
- Samsung Star/Tocco Lite (S5230), 10 triệu đơn vị
- LG Cookie (KP500), 10 triệu đơn vị
- Alcatel One Touch Mini (OT-708), 5 triệu đơn vị
- Motorola Ming A1200, 3 triệu đơn vị
- Nokia N97, 2 triệu đơn vị
- Motorola Milestone/Droid, 1 triệu đơn vị
- HTC Magic, 1 triệu đơn vị
- Nokia 3720 classic, ? bán ra
- Nokia E52, ? bán ra
- Nokia 6700 classic, ? bán ra

### 2010
- Apple iPhone 4, 40 triệu đơn vị[5]
- Samsung Galaxy S, 20 triệu đơn vị [6]
- Samsung S5620 Monte, 7 triệu đơn vị
- Nokia N8, 6 triệu đơn vị
- Motorola Milestone/Droid, 2 triệu đơn vị
- Samsung Wave (S8500), 2 triệu đơn vị

### 2011
- iPhone 4S, 140 triệu đơn vị [7]
- Samsung Galaxy S II, 20 triệu đơn vị
- Samsung Galaxy Y,15 triệu đơn vị
- HTC Evo 4G, 14 triệu đơn vị
- Motorola Droid Bionic, 13 triệu đơn vị
- Samsung Infuse, 9 triệu đơn vị
- ZTE Blade, 10 triệu đơn vị

### 2012
- Apple iPhone 5, 125 triệu đơn vị [8]
- Samsung Galaxy S3, 30 triệu đơn vị

### 2013
- Apple iPhone 5S 150.2 triệu đơn vị [9]
- Samsung Galaxy S4 40 triệu đơn vị

### 2014
- Samsung Galaxy S4 mini.
- Sony Xperia Z Ultra.
- Sony Xperia Z.
- iPhone 5C.
- Nokia Lumia 925.

### 2015
- Apple iPhone 6 Plus
- Apple iPhone 6
- Samsung Galaxy S6
- Samsung Galaxy S6 edge
- Samsung Galaxy Note 4

### 2016
- Apple iPhone 6s
- Apple iPhone 7,
- Apple iPhone 7 Plus
- Apple iPhone 6s Plus
- Samsung Galaxy S7 edge

### 2017

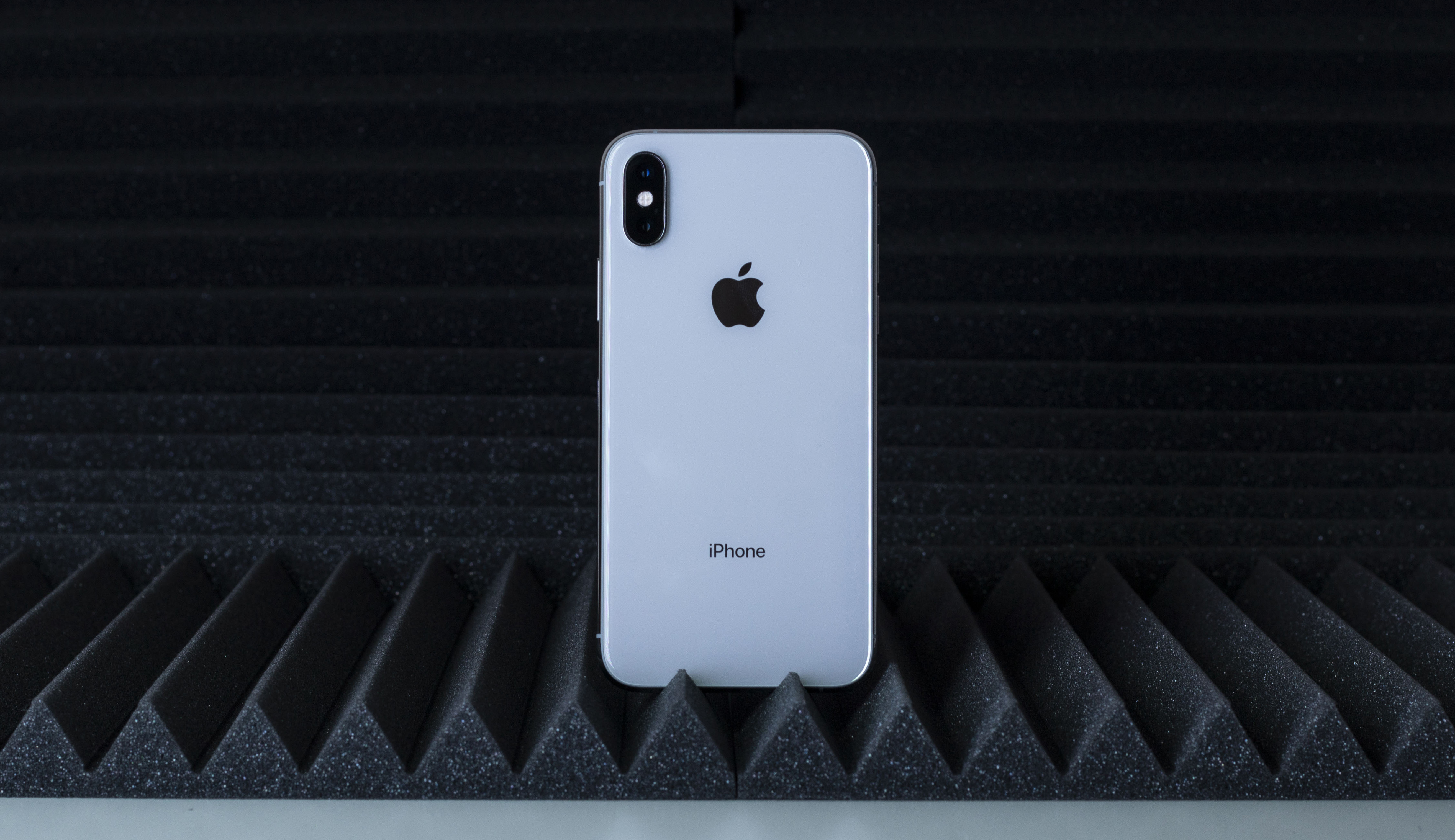
iPhone X - mẫu smartphone bán chạy nhất năm 2018

- Apple iPhone 7
- Apple iPhone 7 Plus
- Oppo R9s
- Samsung Galaxy J3 (2016)
- Samsung Galaxy J5 (2016).[10]

### 2018
- Apple iPhone X
- Apple iPhone 8
- Apple iPhone 8 Plus
- Apple iPhone 7
- Xiaomi Redmi 5A
- Samsung Galaxy S9
- Apple iPhone XS Max
- Apple iPhone XR[11]

### 2019
- Apple iPhone XR
- Samsung Galaxy A10
- Samsung Galaxy A50
- Oppo A9
- Apple iPhone 11
- Oppo A5s
- Samsung Galaxy A
- Oppo A5
- Xiaomi Redmi 7A
- Huawei P30.[12]

## Doanh thu hàng năm của nhà sản xuất

### 1992
- NEC: 4 triệu đơn vị
- Nokia: 3 triệu đơn vị[13]
- Motorola: ? triệu đơn vị

### 1993
- Motorola: ? triệu đơn vị
- NEC: ? triệu đơn vị
- Nokia: 5 triệu đơn vị

### 1994
- Motorola 12 triệu đơn vị
- Nokia: 9 triệu đơn vị
- NEC: 6 triệu đơn vị

### 1995
- Nokia: 13 triệu đơn vị
- Motorola: ? triệu đơn vị
- NEC: *? triệu đơn vị

### 1996
- Nokia: 18 triệu đơn vị[13][14]
- Ericsson: ? triệu đơn vị
- NEC: ? triệu đơn vị
- Motorola: ? triệu đơn vị
- Panasonic: ? triệu đơn vị

### 1997
- Nokia: 23 triệu đơn vị
- Ericsson: ? triệu đơn vị
- Motorola:10 triệu đơn vị
- NEC: ? triệu đơn vị
- Panasonic: ? triệu đơn vị
- Khác: ? triệu đơn vị

### 1998
- Nokia: 39 triệu đơn vị[15]
- Motorola: 34 triệu đơn vị
- Ericsson: 26 triệu đơn vị
- Panasonic: 15 triệu đơn vị
- NEC: ? triệu đơn vị
- Samsung: 6 triệu đơn vị
- Khác: 56 triệu đơn vị

### 1999
- Nokia: 77 triệu đơn vị[15]
- Motorola: 48 triệu đơn vị
- Ericsson: 30 triệu đơn vị
- Samsung: 18 triệu đơn vị
- Panasonic: 16 triệu đơn vị
- Khác: 98 triệu đơn vị

### 2000
- Nokia: 127 triệu đơn vị[16]
- Motorola: 61 triệu đơn vị
- Ericsson: 42 triệu đơn vị
- Siemens: 27 triệu đơn vị
- Samsung: 21 triệu đơn vị
- Panasonic: ? triệu đơn vị
- Sanyo: ? triệu đơn vị
- Kyocera: ? triệu đơn vị
- Khác: 140 triệu đơn vị

### 2001
- Nokia: 140 triệu đơn vị[16]
- Motorola: 60 triệu đơn vị
- Siemens: 40 triệu đơn vị
- Samsung: 29 triệu đơn vị
- Ericsson: 27 triệu đơn vị
- Khác: 218 triệu đơn vị

### 2002
- Nokia: 152 triệu đơn vị[17]
- Motorola: 73 triệu đơn vị
- Samsung: 42 triệu đơn vị
- Siemens: 35 triệu đơn vị
- Sony Ericsson: 24 triệu đơn vị
- LG: 14 triệu đơn vị
- Alcatel 12 triệu đơn vị
- Panasonic: 11 triệu đơn vị
- NEC: 9 triệu đơn vị
- Kyocera: 8 triệu đơn vị[18]
- Sagem: 5 triệu đơn vị
- Khác: 62 triệu đơn vị

### 2003
- Nokia: 182 triệu đơn vị[17]
- Motorola: 76 triệu đơn vị
- Samsung: 55 triệu đơn vị
- Siemens: 44 triệu đơn vị
- Sony Ericsson: 27 triệu đơn vị
- LG: 27 triệu đơn vị
- Panasonic: 17 triệu đơn vị
- Kyocera: 15 triệu đơn vị[18]
- NEC: 15 triệu đơn vị
- Sanyo: ? triệu đơn vị
- Mitsubishi: 11 triệu đơn vị
- Alcatel: 8 triệu đơn vị
- Sagem: 7 triệu đơn vị
- Khác: 55 triệu đơn vị

### 2004
- Nokia: 208 triệu đơn vị[19]
- Motorola: 105 triệu đơn vị
- Samsung: 86 triệu đơn vị
- Siemens: 49 triệu đơn vị
- LG: 43 triệu đơn vị
- Sony Ericsson: 43 triệu đơn vị
- RIM 1 triệu đơn vị
- Khác: 149 triệu đơn vị

### 2005
- Nokia: 265 triệu đơn vị[20]
- Motorola: 145 triệu đơn vị[20]
- Samsung: 104 triệu đơn vị
- LG: 55 triệu đơn vị
- Sony Ericsson: 50 triệu đơn vị
- BenQ: 40 triệu đơn vị
- RIM: 4 triệu đơn vị
- Khác: 186 triệu đơn vị

### 2006
- Nokia: 345 triệu đơn vị[21]
- Motorola: 210 triệu đơn vị[21]
- Samsung: 117 triệu đơn vị
- Sony Ericsson: 74 triệu đơn vị
- LG: 62 triệu đơn vị
- BenQ-Siemens: 24 triệu đơn vị
- Khác: 153 triệu đơn vị

### 2007
- Nokia: 436 triệu đơn vị
- Motorola: 165 triệu đơn vị
- Samsung: 154 triệu đơn vị[21]
- Sony Ericsson: 102 triệu đơn vị
- LG: 79 triệu đơn vị
- NEC: 16 triệu đơn vị
- Panasonic: 14 triệu đơn vị
- Sharp: 13 triệu đơn vị
- Sanyo: 12 triệu đơn vị
- Fujitsu: 10 triệu đơn vị
- RIM: 10 triệu đơn vị
- Kyocera: 7 triệu đơn vị
- Toshiba: 6.5 triệu đơn vị[22]
- Mitsubishi: 6 triệu đơn vị
- Casio: 4 triệu đơn vị
- Apple: 2.3 triệu đơn vị[23]
- Khác: 130 triệu đơn vị

### 2008
- Nokia: 475 triệu đơn vị
- Samsung: 202 triệu đơn vị
- Motorola: 108 triệu đơn vị
- LG: 104 triệu đơn vị
- Sony Ericsson: 95 triệu đơn vị
- RIM: 25 triệu đơn vị
- Fujitsu: 12 triệu đơn vị
- Apple: 12 triệu đơn vị[24]
- Khác: 213 triệu đơn vị

### 2009
- Nokia: 442 triệu đơn vị[25][26]
- Samsung: 238 triệu đơn vị
- LG: 124 triệu đơn vị
- Motorola: 59 triệu đơn vị
- Sony Ericsson: 57 triệu đơn vị
- ZTE: 50 triệu đơn vị
- Kyocera: 45 triệu đơn vị[27][28]
- RIM: 35 triệu đơn vị
- Sharp: 29 triệu đơn vị
- Huawei: 28 triệu đơn vị
- Apple: 24 triệu đơn vị[29]
- HTC: 11 triệu đơn vị
- Fujitsu: 9 triệu đơn vị
- Panasonic: 5 triệu đơn vị[27]
- NEC Casio: 5 triệu đơn vị
- Toshiba: 1.5 triệu đơn vị[27]
- Khác: 170 triệu đơn vị

### 2010
- Nokia: 450 triệu đơn vị
- Samsung: 282 triệu đơn vị
- LG: 117 triệu đơn vị
- RIM 48 triệu đơn vị
- Sony Ericsson: 42 triệu đơn vị
- Apple: 42 triệu đơn vị
- Motorola: 39 triệu đơn vị
- Sharp: ? triệu đơn vị
- Alcatel: 33 triệu đơn vị[30]
- ZTE: 30 triệu đơn vị[31][32]
- HTC: 25 triệu đơn vị
- Huawei: 24 triệu đơn vị
- Khác: 485 triệu đơn vị

### 2011
- Nokia: 422 triệu đơn vị[33][34]
- Samsung: 330 triệu đơn vị[35]
- Apple: 89 triệu đơn vị[33]
- LG: 86 triệu đơn vị
- ZTE: 57 triệu đơn vị[36][37]
- RIM: 52 triệu đơn vị
- HTC: 48 triệu đơn vị
- Motorola: 40 triệu đơn vị
- Huawei: 41 triệu đơn vị
- Sony Ericsson: 33 triệu đơn vị
- Khác: 597 triệu đơn vị

### 2012
- Samsung: 396 triệu đơn vị[38]
- Nokia: 235.6 triệu đơn vị[38]
- Apple: 135.8 triệu đơn vị[38]
- ZTE: 55.9 triệu đơn vị[39]
- HTC: 26.5 triệu đơn vị[38]
- Khác (bao gồm ZTE, Huawei và Lenovo): 635.4 triệu đơn vị[38]

### 2013
- Samsung: 299 triệu đơn vị (31.0% thị phần)
- Nokia: ? triệu đơn vị (?% thị phần)
- Apple 150 triệu đơn vị (15.6% thị phần)
- ZTE: ? triệu đơn vị (?% thị phần)
- Huawei: 46.6 triệu đơn vị (4.8% thị phần)
- Tổng: 968 triệu đơn vị (100.0% thị phần)[40]